# 卡罗利妮·约恩松
卡罗利妮·约恩松（瑞典語：Caroline Jönsson，1977年11月22日—），瑞典女子足球运动员。她曾代表瑞典参加2003年国际足联女子世界杯。她也曾入选2000年、2004年和2008年夏季奥运会瑞典女子足球队名单，其中2008年奥运会未上场参赛。